# Кохистани, Тахмина
Тахмина Кохистани (перс. تهمینه کوهستانی‎; род. 18 июня 1989, Каписа) — афганская бегунья на 100 метров.
Кохистани участвовала в летних Олимпийских играх 2012 года в Лондоне, представляя Афганистан, где установила новый личный рекорд — 14,42 секунды в забегах на 100-метровую дистанцию, хотя и не вышла в первый раунд. Её предыдущий личный рекорд в беге на 100 метров был 15,00 на соревнованиях в Быдгоще, Польша, в 2008 году. В 2015 году она была включена в список 100 женщин Би-би-си.